# Frank Judd, Baron Judd

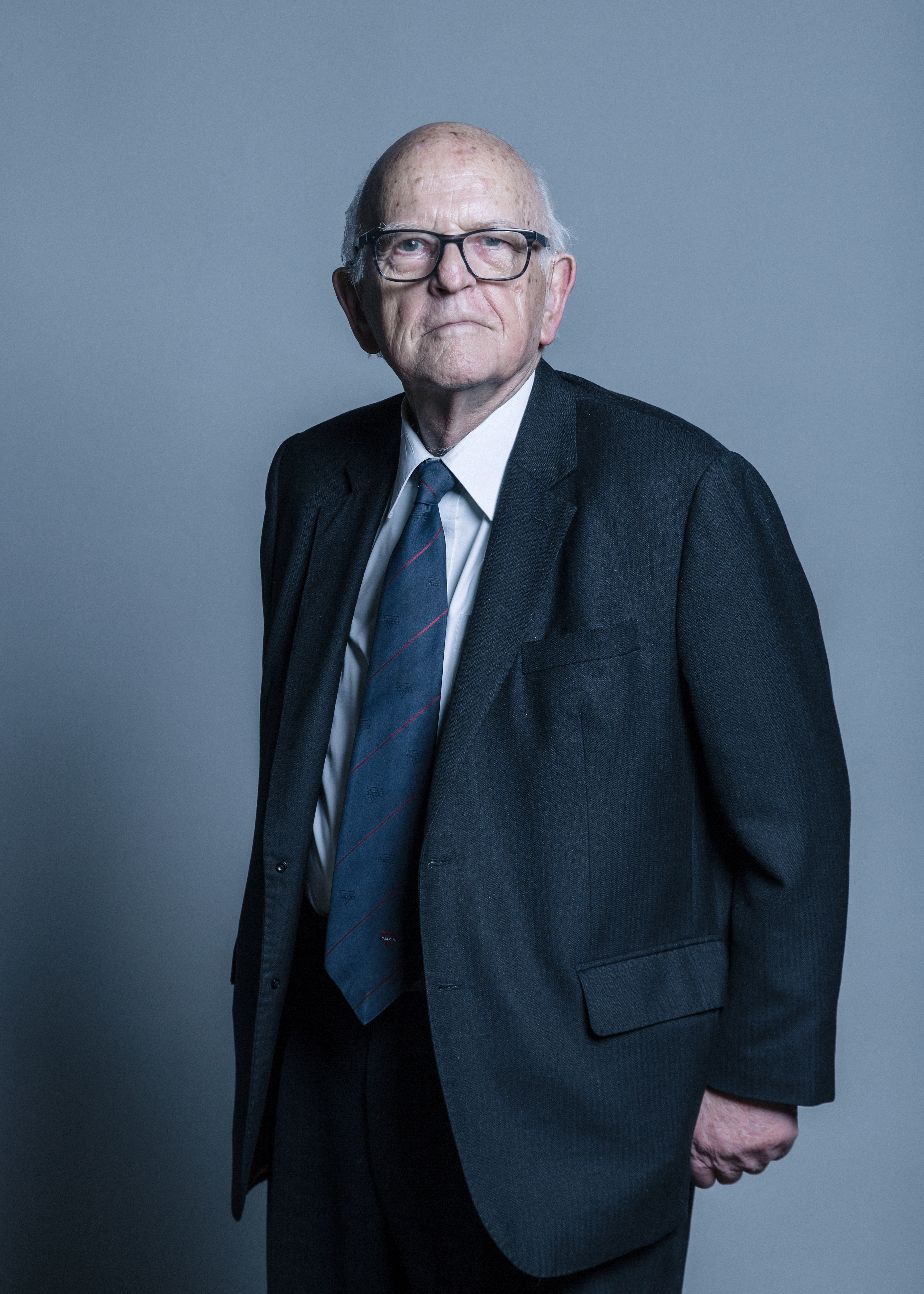
Frank Judd, Baron Judd

Frank Ashcroft Judd, Baron Judd (* 28. März 1935 in Sutton, Surrey; † 17. April 2021) war ein britischer Politiker der Labour Party.

## Leben
Judd wurde am 28. März 1935 in Sutton, in der Grafschaft Surrey geboren.
Judd besuchte die renommierte City of London School und studierte im Anschluss an der London School of Economics. Er war Generalsekretär des Service Civil International und Vorstand des UK National Youth Committee von Freedom from Hunger.
Er starb 2021 im Alter von 86 Jahren.

## Politischer Werdegang
Er wurde bei der Parlamentswahl 1959 Abgeordneter für den Wahlkreis Sutton and Cheam, in dem bereits seine Mutter 1945 für die Labor Party kandidiert hatte. Von 1964 in bis 1974 war er Abgeordneter des Wahlkreises Portsmouth West, nach einem Neuzuschnitt der Wahlkreise bekleidete er diese Position für den Wahlkreis Portsmouth North. 1979 verlor Judd seinen Sitz an den konservativen Gegenkandidaten Peter Griffiths.
Judd war von 1974 bis 1976 Juniorminister für die Royal Navy, von 1976 bis 1977 Staatssekretär für internationale Entwicklung sowie von 1977 bis 1979 Staatsminister im Außenministerium. Von 1985 bis 1991 war er Direktor von Oxfam.
1991 wurde Judd als Baron Judd, of Portsea in the County of Hampshire, zum Life Peer erhoben. Im House of Lords war er Mitglied des Joint Committee on Human Rights.
Von 1970 bis 1973 und erneut von 1997 bis 2005 gehörte er der Parlamentarischen Versammlung des Europarates an.